# Carl Lafite
Carl Lafite   (Viena, 31 d'octubre de 1872 - St. Wolfgang im Salzkammergut, 19 de novembre de 1944) va ser un compositor, organista, director de cor, director d'orquestra, dissenyador de programes, organitzador, professor de música, crític i acompanyant de piano per a cant de lieder austríac.

## Biografia
Carl Lafite, fill del seu pare del mateix nom, el pintor Carl Lafite (1830–1900), va compondre una òpera de cavalleria als vuit anys. Va rebre els primers suggeriments dels contactes veïnals amb Eduard Strauss. Després d'assistir a l'escola primària, va estudiar orgue i piano amb Anton Door i composició amb E. Robert, Johann Nepomuk Fuchs i Anton Bruckner al Conservatori de la "Gesellschaft der Musikfreunde" de Viena del 1889 al 1893. El 1898 va aprovar l'examen estatal. Abans va treballar a Olomouc (1894-96) com a professor a l'escola de música de la ciutat per a orgue i harmonia, on va organitzar les anomenades "Schubertiads". El 1895 i el 1897 Lafite va actuar com a pianista amb el violinista estrella František Ondříček, amb qui va fer gires de concerts a l'Imperi dels Habsburg i a Rússia. Des del 1898 va tornar a Viena.
Lafite va estar actiu de moltes maneres: com a organista (Piaristenkirche 1898–1910), com a prefecte de música (KK Blindeninstitut 1898–01, Wiener Damenchorverein i Wiener Sängerbund des del 1900), com a director de cor (Wiener Singakademie 1901–06 amb un focus) sobre les grans obres corals de la música clàssica vienesa i el primer romanticisme, al mateix temps Associació de Cant Evangèlic, Associació de Cantants de Viena, per Franz Schalk 1910–12 Associació de Cant de la "Society of Music Friends" de Viena). Lafite va ensenyar teoria bàsica el 1906 a la Duesberg Music School on entre els seus alumnes tingué a Philipp Silber i, el 1909 va co-fundar el New Vienna Conservatory. El 1928 va organitzar les celebracions oficials de Schubert amb Otto Erich Deutsch. El mateix any, com a institució especial de l'Acadèmia de Música, va fundar cursos de formació d'estil per a l'acompanyament artístic de piano, que va dirigir fins al 1938. El 1911 Lafite va ser nomenat secretari general de la Gesellschaft der Musikfreunde (abans de la seva celebració Zentenar el 1912). Va dirigir la seva fortuna en temps de tempesta fins al 1921 i va passar a la direcció, ja que va escriure la seva crònica 1912-1937 (fins al 1938). Lafite també va estar present en públic mirant la música com a crític, com a columnista dels diaris "Wiener Allgemeine Zeitung" del 1908, "Neue Freie Presse", "Neues Wiener Tagblatt" i "Österreichische Volkszeitung" fins al 1937. El 1912 es va convertir en membre de la fraternitat Aldania de Viena.
Carl Lafite estava casat amb la columnista Helene Tuschak des del 1915. El seu fill era Peter Lafite, el fundador de la revista musical austríaca, la seva nora Elisabeth Lafite i la seva neta Marion Diederichs-Lafite. Va ser enterrat al cementiri central de Viena.

## Obra
Com a compositor, Lafite va crear música artística molt a prop de les cançons populars; Va crear especialment cançons amb música de cambra que sonaven a les paraules del colorit poeta espiritual diferent, també instrumentades en diverses ocasions. Tenia molta demanda, al començament del "Wiener Festwochen", per escenaris a Berlín i Praga, a la Universitat de Leipzig, per a diverses esglésies i també per a primeres pel·lícules sonores (Selenophon). La seva obra va ser publicada per diversos editors i també es va reproduir en discos de goma i vinil. Al cor, Lafite va recuperar les taules de cançons tradicionals per formar cicles de programes amb contingut. Lafite va ser formatiu com a professor; com a acompanyant de piano, va actuar amb les personalitats més importants del seu temps. La seva peça coral Sant Miquel es va cantar al llarg de dècades, la majoria de les associacions del cor el van honorar a Àustria des del 1922 fins al 1936; la "Vienna Men's Choir Association" i "German Singing Festivals". Hannerl, posat en escena amb la música de Schubert –una continuació directa de Das Dreimäderlhaus de Berthé al mateix temps–, va aportar un especial reconeixement. Els quintets de Schubert es van fer representar la "Schubertiade Hohenems" el 1998.

## Prestigi
Lafite va ser considerat un dels acompanyants de piano més importants del seu temps. El 1922 i el 1923 acompanyà el jove Váša Příhoda en alguns dels seus primers concerts vienesos. Com a compositor va crear, entre altres coses, un oratori, òperes (Die Stunde, Der Musenkrieg, Das kalte Herz), operetes (recopilades a partir de melodies de Mozart, Schubert i Beethoven), cors i cançons properes a la estil de Franz Schubert, així com melodrames.

## Honors
- Cavaller de l'Orde de Franz Joseph
- Títol de professor del Ministeri Federal d'Educació (1926)
- Ciutadà de la ciutat de Viena (1932)
- Creu austríaca del mèrit per a l'art i la ciència (1937)
- Nomenat de Lafitegasse a Viena-Ober Sankt Veit (1952)